# PROMISE to PROMISE
『PROMISE to PROMISE』（プロミス・トゥー・プロミス）は、日本の女性歌手、観月ありさの12枚目のシングル。

## 解説
- 自身が主演したフジテレビ系ドラマ『ナースのお仕事』主題歌で、小室哲哉が『ナースのお仕事』の台本を読んでこの曲を作り上げた。歌詞のテーマは「落ち込んだ女の子が元気になろうと努力する様子」を描く様にした[1]。
- 最初に「リズムのないスローバラード」のデモテープが、次に「リズムが入り、ミディアムテンポに変わった」デモテープが[2]観月に届き、2日間で歌入れが行われた[1]。観月は「いつものメロディやテンポの速い曲が来ると思っていた」「リズムの取り方・メロディ・歌詞がどうとでもとれるため、ボーカリストとしての力量が試される構成だった。それだけに、肩に力を入れずに曲の雰囲気をそのまま受け入れて、リラックスして歌った」「歌詞は明るく受け止めて、爽やかで希望のある感じに歌った」と振り返っている[2]。
- 小室のコーラスが入る予定だったが、「彼女の歌で十分この歌は伝わる」と判断し、入れなかった[2]。
- 3作ぶりにオリコンチャートTOP20にランクイン。累計では15万枚近くを売り上げた。

## 収録曲
1. PROMISE to PROMISE(STRAIGHT RUN)
作詞：小室哲哉、前田たかひろ　作曲・編曲：小室哲哉
フジテレビ系ドラマ「ナースのお仕事」主題歌。
2. PROMISE to PROMISE(URBAN STREET MIX)
3. PROMISE to PROMISE(TV MIX)

## 収録アルバム
- FIORE II Alisa Mizuki Best Song Collection
- HISTORY～ALISA MIZUKI COMPLETE SINGLE COLLECTION～
- VINGT-CINQ ANS